# Ustawa o broni i amunicji
Ustawa z dnia 21 maja 1999 r. o broni i amunicji – polska ustawa regulująca zasady wydawania i cofania pozwoleń na broń, procedur obrotu bronią i amunicją, zasady jej posiadania przez cudzoziemców oraz zasady działania strzelnic.

## Zakres regulacji
W art. 1 ustawa określa zakres tego, co reguluje, mianowicie:
- wydawanie i cofanie pozwolenia na broń,
- nabywanie, rejestrację, przechowywanie, zbywanie i deponowanie broni i amunicji,
- przewóz broni i amunicji przez Polskę (w tym: przywóz i wywóz za granicę),
- posiadanie broni i amunicji przez cudzoziemców,
- działanie strzelnic.

W art. 2 wyrażona została generalna zasada, że nabywanie, posiadanie i zbywanie broni i amunicji, poza przypadkami określonymi w ustawie, jest zabronione. 
Wyłączenia stosowania ustawy
Ustawa nie dotyczy polskich żołnierzy, funkcjonariuszy policji oraz służb takich, jak m.in. ABW, AW, SKW, SWW, CBA, SOP, Straż Graniczna, Służba Celno-Skarbowa, Służba Więzienna – dla których dostęp do broni i amunicji określają odrębne przepisy. 
Ustawa nie dotyczy ponadto uzbrojenia straży granicznej innego kraju UE na terenie Polski, żołnierzy lub innych funkcjonariuszy państw obcych - jeśli wykonują oni zadania za zgodą władz polskich. 
Ustawa nie dotyczy ponadto obrotu bronią i innymi technologiami obronnymi z zagranicą w celach przemysłowych lub handlowych. Ustawa nie obejmuje także przemieszczania amunicji przez firmy zgodnie z ustawą o materiałach wybuchowych przeznaczonych do użytku cywilnego.
Definicja broni i amunicji
Ustawa wprowadza własną definicję legalną broni. Broń w rozumieniu tej ustawy to broń palna (w tym: bojowa, myśliwska, sportowa, gazowa, alarmowa, sygnałowa), broń pneumatyczna, miotacze gazu, broń biała (ukryte ostrze, kastet, nunczako, niektóre typy pałek), broń cięciwowa (kusza), przedmioty do obezwładniania prądem (paralizator). Bronią są także gotowe lub obrobione istotne części broni. W przypadku broni palnej lub pneumatycznej istotnymi częściami są: szkielet broni, baskila, lufa z komorą nabojową, zamek, komora zamkowa oraz bęben nabojowy. 
Z kolei amunicją w rozumieniu ustawy są naboje służące do strzelania z broni palnej. Amunicją są także gotowe lub obrobione istotne części naboju, którymi są: pocisk wypełniony materiałem wybuchowym (także substancją zapalającą, obezwładniającą lub inną, która zagraża życiu lub zdrowiu), spłonka oraz materiał miotający (proch).
Art. 11 ustawy określa przypadki, kiedy pozwolenie na broń nie jest wymagane. Dotyczy to 11 sytuacji:
1. broni gromadzonej w muzeach
2. używania broni na strzelnicy do celów sportowych, szkoleniowych, lub rekreacyjnych
3. używania broni palnej sygnałowej i alarmowej (w celach ratowniczych, poszukiwawczych, wzywania pomocy, rozpoczynania zawodów sportowych)
4. obrotu bronią i amunicją przez koncesjonowane firmy lub rusznikarzy w celach gospodarczych
5. dysponowania bronią w celu pozbawienia jej cech użytkowych
6. Posiadanie broni palnej i amunicji pozbawionej cech użytkowych
7. posiadania paralizatora o średnim natężeniu prądu do 10 mA
8. posiadania ręcznego miotacza gazu
9. posiadania broni pneumatycznej,
10. posiadania broni palnej rozdzielnego ładowania wyprodukowanej przed 1885 rokiem lub jej repliki (np broń czarnoprochowa rozdzielnego zapłonu sprzed 1885 r. lub jej kopie)
11. posiadania broni palnej alarmowej o kalibrze do 6 mm.

## Poprzednie ustawy
W okresie międzywojennym ówczesny Naczelnik odrodzonego państwa polskiego Józef Piłsudski wydał Dekret o nabywaniu i posiadaniu broni i amunicji datowany na 25 stycznia 1919 roku. Moc obowiązywania dekretu została rozszerzona 5 sierpnia 1921 r. na ziemie odzyskane przez Polskę wskutek zawarcia pokoju ryskiego. 
W 1932 r. dekret został w całości uchylony rozporządzeniem Prezydenta Rzeczypospolitej z dnia 27 października 1932 r. – Prawo o broni, amunicji i materiałach wybuchowych. Rozporządzenie było zmieniane tylko trzykrotnie: w 1934 r. (zmiany kompetencji resortów i organów administracji) oraz w 1938 r. (rozszerzenie mocy aktu na ziemie Zaolzia i Śląska Cieszyńskiego przyłączone do Polski). Po wojnie nowa ustawa o broni, amunicji i materiałach wybuchowych uchwalona została 31 stycznia 1961 r. Ustawa ta została uchylona przez wyżej opisaną ustawę z 1999 r.